# Commidendrum
Genre
Commidendrum est un genre de plantes à fleurs de la famille des Asteraceae. Toutes les espèces du genre sont endémiques de l'île Sainte-Hélène.

## Liste des espèces
1. Commidendrum robustum (Roxb.) DC. 1836
  - †Commidendrum robustum subsp. gummiferum (Roxb.) Q.C.B.Cronk. 1995
  - Commidendrum robustum subsp. robustum DC., 1836
2. Commidendrum rotundifolium (Roxb.) DC. 1836
3. Commidendrum rugosum (Dryand.) DC. 1836
4. Commidendrum spurium (G. Forst.) DC. 1836